# Baronia brevicornis
Baronia brevicornis és una espècie de lepidòpter papilionoïdeu de la família dels papiliònids (Papilionidae), l’única coneguda del gènere Baronia i de la subfamília Baroniinae. Presenta una coloració en general marró amb tocs grocs, tot i que existeixen polimorfismes entre els individus. És endèmica de Mèxic i és considerada un fòssil vivent, ja que té més de 70 milions d’anys d’existència i va conviure amb els dinosaures.

## Posició filogenètica
Baronia brevicornis forma part de la família dels Papilionidae, que recull 570 espècies a tot el món. Aquesta família de lepidòpters ha estat molt estudiada tant des del punt de vista molecular com morfològic per comprendre les seves relacions filogenètiques i la seva organització interna. La monofília dels Papilionidae no és qüestionada, i aquesta família es considera la més antiga dins la superfamília Papilionoidea, que inclou les antigues famílies dels Rhopalocera, Hesperiidae i Hedylidae.
La primera gran divergència entre les papallones, que va separar Papilionidae, Hesperiidae i Hedylidae de les altres famílies (Nymphalidae, Pieridae i Lycaenidae), va ocórrer fa uns 100 milions d'anys, durant el Cretaci inicial, seguida d'un període sense grans divergències familiars.
La família Papilionidae es divideix habitualment en tres subfamílies: Baroniinae, Parnassiinae i Papilioninae. Recentment, s'ha posat en dubte la relació entre aquestes subfamílies i la seva validesa. Segons estudis morfològics, Baroniinae, que només inclou l'espècie Baronia brevicornis, es considera un grup proper però separat del clade que inclou Parnassiinae i Papilioninae. Estudis moleculars anteriors, basats en l'anàlisi de múltiples gens, van confirmar aquesta classificació tradicional, trobant que Baroniinae i Parnassiinae estan més estretament relacionades, segons les anàlisis genètiques i morfològiques. Els estudis més recents, que combinen dades moleculars i morfològiques, confirmen que les papallones de la família Papilionidae formen un grup monofilètic, amb una relació propera entre Parnassiinae i Papilioninae, mentre que Baronia brevicornis es manté com un grup separat.
Baronia brevicornis ha estat considerada un "fòssil vivent" i pertany a la línia més antiga existent de la superfamília Papilionoidea. A més, Papilionidae és la primera línia dins de Papilionoidea, i Baronia brevicornis pertany a la línia més antiga existent de Papilionidae.
L'anàlisi de la diversificació mostra una taxa de diversificació de les papallones de 0,051 línies per milió d'anys. Però la línia que condueix a Baronia brevicornis presenta una taxa excepcionalment baixa de especiació i extinció (r = 1.528 × 10^-16). Aquesta característica fa que Baronia brevicornis sigui una espècie extremadament interessant, amb els mateixos caràcters primitius registrats fa 65-75 milions d'anys. Aquesta espècie pàncronica és una de les papallones més enigmàtiques del món, no només per la seva posició filogenètica particular, sinó també per les seves característiques ecològiques i biològiques.

## Distribució i hàbitat

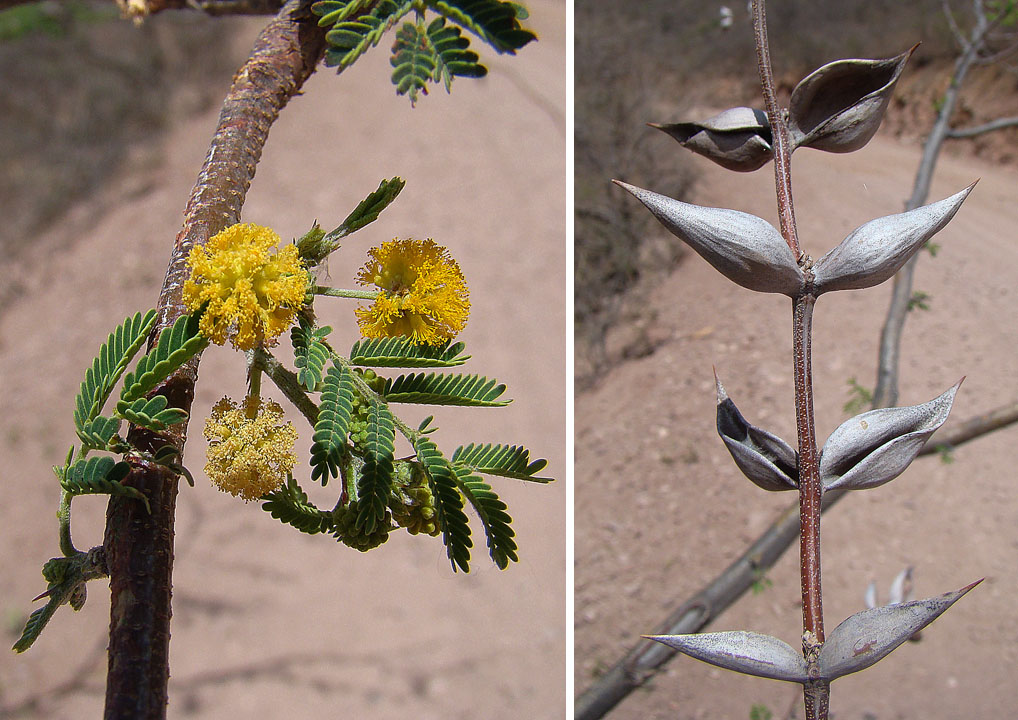
Acacia cochliacantha, Planta hoste principal de Baronia brevicornis.

Aquesta espècie és endèmica de Mèxic, amb poblacions restringides al sud del país on les seves plantes hoste (Acàcies) ocorren de manera més freqüent.
En concret, es troba entre els estats de Morelos i Guerrero, a més de poblacions perifèriques als estats de Jalisco i Oaxaca. Ja que aquestes papallones necessiten un hàbitat molt específic, la seva distribució no és homogènia. Formen petites poblacions molt localitzades amb una gran densitat d’individus. Ara com ara, s'han comptabilitzat 26 poblacions, la majoria a les vores del riu Balsas.
Baronia brevicornis presenta un alt nivell d’especificitat a l’hora d’elegir un hàbitat adequat, reduint la seva distribució i dificultant el flux genètic entre les poblacions existents. Habita boscos caducifolis secs amb sòls volcànics i guixosos, dintre de l’àrea de distribució de la seva planta hoste principal Acacia cochliacantha. A més, necessita que la cobertura total d’aquesta, o de les altres dues espècies d'Acacia on s'ha vist que fan la posta, sigui de mínim un 70%.

## Descripció morfològica
Baronia brevicornis és una espècie amb diferents polimorfismes en el patró i distribució de les taques alars i les escates distribuïdes al cos, més accentuat en les femelles.
Generalment, presenta un tòrax prominent i robust, que està recobert d'escates petites d'un color marronós, l'abdomen també és marró fosc, però és més llarg i presenta escates blanquinoses distribuïdes de forma aleatòria o arribant a formar un patró de línies. Tòrax i abdomen poden presentar pèls grocs o taronjosos. Tres parells de potes, amb les anteriors més curtes que les posteriors. Les potes mitjanes i posteriors són més llargues i robustes, adaptades per agafar-se a les plantes hostes. El cap és petit en relació amb el cos, presenta ulls grans compostos i unes peces bucals adaptades a l'estil de vida xuclador, amb una probòscide llarga i un conducte central per succionar líquids. Disposen d'un parell d'antenes curtes més corbades cap a l'extrem. L'envergadura de les ales varia d'entre els 5 i els 7 cm aproximadament, aquestes són de color marró fosc, també negre, amb marques i patrons de color groc i blanc.  Les ales anteriors són amples i una mica arrodonides, l'anvers és marronós i presenta una banda completa relativament ampla de color groc o taronja. El revers és similar però més clar i no gaire definit. Les seves ales posteriors, més arrodonides que les anteriors i lleugerament ondulades, l'anvers també és marronós i presenta un patró de punts grocs o taronges als marges i una marca vermella a la base. El revers és similar, però més pàl·lid i amb unes ratlles fines de color marró. També, a la zona inferior, les ales es clarifiquen. Les ales a l’invers es recobreixen d’una pàtina platejada.
La seva larva és allargada i cilíndrica, amb els segments ben marcats. Presenta un color verd clar amb línies longitudinals grogues i blanques, petits tubercles i pèls dispersos al llarg del cos.
La pupa és de textura llisa, amb una forma llarga i corba, de color marró o verd.

## Ecologia i fenologia
Baronia brevicornis presenta una àrea de distribució natural restringida al bosc sec tropical. És aquí on es troba la Vachellia campechiana, la qual és quasi exclusivament l’única planta nutrícia d’aquesta papallona durant la seva etapa adulta. La planta hoste principal,  on pon els ous i de la qual s'alimenten les erugues, és Acacia cochliacantha.
Pel que fa a la seva fenología, aquesta espècie presenta una única generació a l’any, tot i que en estius molt calorosos hi pot haver una segona generació parcial. Les femelles ponen els ous individualment a les fulles de les plantes nutrícies, i les larves desclouen a finals de maig i a finals de juny formen capolls simples a terra, on la pupa passarà l’hivern en diapausa.
Han de passar entre 10,5 i 11 mesos fins que les adultes emergeixen a l’estiu següent. Els pics de màxima emergència d’adults semblen estar relacionats amb les primeres pluges fortes de la temporada de pluges d’estiu. Això suggereix que la humitat derivada d’aquestes pluges pot ser un factor que facilita la emergència dels adults a l’estovar el terra.

## Comportament

### Evasió de la predació
Les erugues de Baronia brevicornis construeixen refugis de forma tubular. La construcció dels refugis pot venir induïda per la detecció de l’olor de predadors d’aquesta papallona, com per exemple Calosoma angulatum. S'ha vist que les erugues dins de refugis no atrauen l’atenció de depredadors més que les erugues sense refugi, però tampoc menys. Tanmateix, la construcció i ús del refugi fa que l’eruga de Baronia brevicornis sigui menys vulnerable a depredadors, les erugues desprotegides són atacades més sovint (83% de predació) que no pas les que sí que estan protegides (16% de predació).

### Pupació i emergència de l’adult
La pupació es dona a terra, l'eruga un cop ha completat la seva maduració baixa de l’arbust que habita per les branques i quan arriba a terra, sense cap orientació concreta, entra sota la fullaraca i hi camina sense rumb fins a enterrar-se movent el cap, aquí es donarà el procés de pupació.
Quan la papallona adulta emergeix de la crisàlide, aquesta, caminant, es posa en algun objecte com una branca del terra o una planta petita, fins que se li endureixen les ales, ja que quan surt encara és tendra i arrugada.

### Còpula
La còpula es dona entre les 8 i les 10 del matí. La femella vola lentament mentre el mascle vola en cercles al seu voltant. La femella ràpidament es posarà sobre una branca esperant el mascle, i aquest aterrarà per darrere, sobre el dors de la femella. Simultàniament, pleguen les ales i ajunten els abdòmens, el mascle corba el seu. Les dues papallones queden fortament lligades, la còpula dura uns 6 minuts, aproximadament.

## Estat de conservació
Segons la Llista Vermella de la IUCN (Unió Internacional per la Conservació de la Natura) del 2018, Baronia brevicornis es troba amenaçada, en perill d’extinció. Es considera una espècie en perill perquè la seva àrea d’ocupació està classificat dins la zona de perill segons els criteris de la IUCN. Aquesta papallona presenta una capacitat de dispersió limitada perquè es caracteritza per tenir un vol lent i les subpoblacions es troben molt fragmentades (poc probable que es restableixi en zones on una subpoblació s'ha extingit). Tot i això, continua present en un gran nombre de llocs de Mèxic.
L’estat de Baronia brevicornis està estretament relacionat amb l’estat de la seva planta hoste: Acacia cochliacantha, ja que requereixen zones on hi hagi almenys un 70% de cobertura d’aquesta planta.
Segons publicacions d’anys anteriors de la llista roja de la IUCN, del 1985 al 1994 es considerava una espècie “rara” però no en perill d’extinció. El 1996 ja es va classificar com espècie quasi amenaçada, i posteriorment com a espècie en perill d’extinció.
Aquest declivi de l’espècie és causat per la fragmentació del seu hàbitat, resultat del canvi climàtic i el canvi d’usos del sol, que ha provocat la disminució continua de l’àrea, l’extensió i la qualitat de l’hàbitat. Els esforços de conservació actuals se centren en la conservació de Acacia cochliacantha perquè la papallona pugui reproduir-se i, per tant, es fa un seguiment tant de la papallona, com de la planta hoste.
És una espècie important de conservar perquè representa el llinatge més basal de papallones existents, i la conservació d’aquesta implica la conservació de la història evolutiva i els trets originals de les papallones.